# 大庾岭
34°16′N 108°54′E / 34.267°N 108.900°E
大庾岭，古名塞上、台岭，又名东峤、梅岭、庾岭，为五岭之一，位于江西、广东两省的边境，一向是广东与江西的交通咽喉。漢高帝時，梅鋗駐兵嶺下，得名梅岭。汉武帝时，庾勝在这里筑城而得名庾岭。唐代的张九龄在此开凿通往中原的通道。五代后又荒废，北宋嘉佑中江西提刑蔡挺于弟广东转运使蔡抗重加修筑，遂成坦途。南宋时管銳大量种植梅树。大庾岭是花岗岩断块山，东北西南走向，海拔1000米左右，其南端有大片红色砂岩的丹霞地貌——丹霞山世界地质公园。
大庾岭蕴藏着丰富钨矿，为中国之最，素有“中国钨都”之誉。

## 外部連結
[在维基数据编辑]
 《欽定古今圖書集成·方輿彙編·山川典·大庾嶺部》，出自陈梦雷《古今圖書集成》